# Бережанская ратуша
Бережанская ратуша (укр. Бережанська ратуша) — ратуша в городе Бережаны Тернопольской области. Памятник архитектуры национального значения. Расположена на центральной площади Рынок.

## История

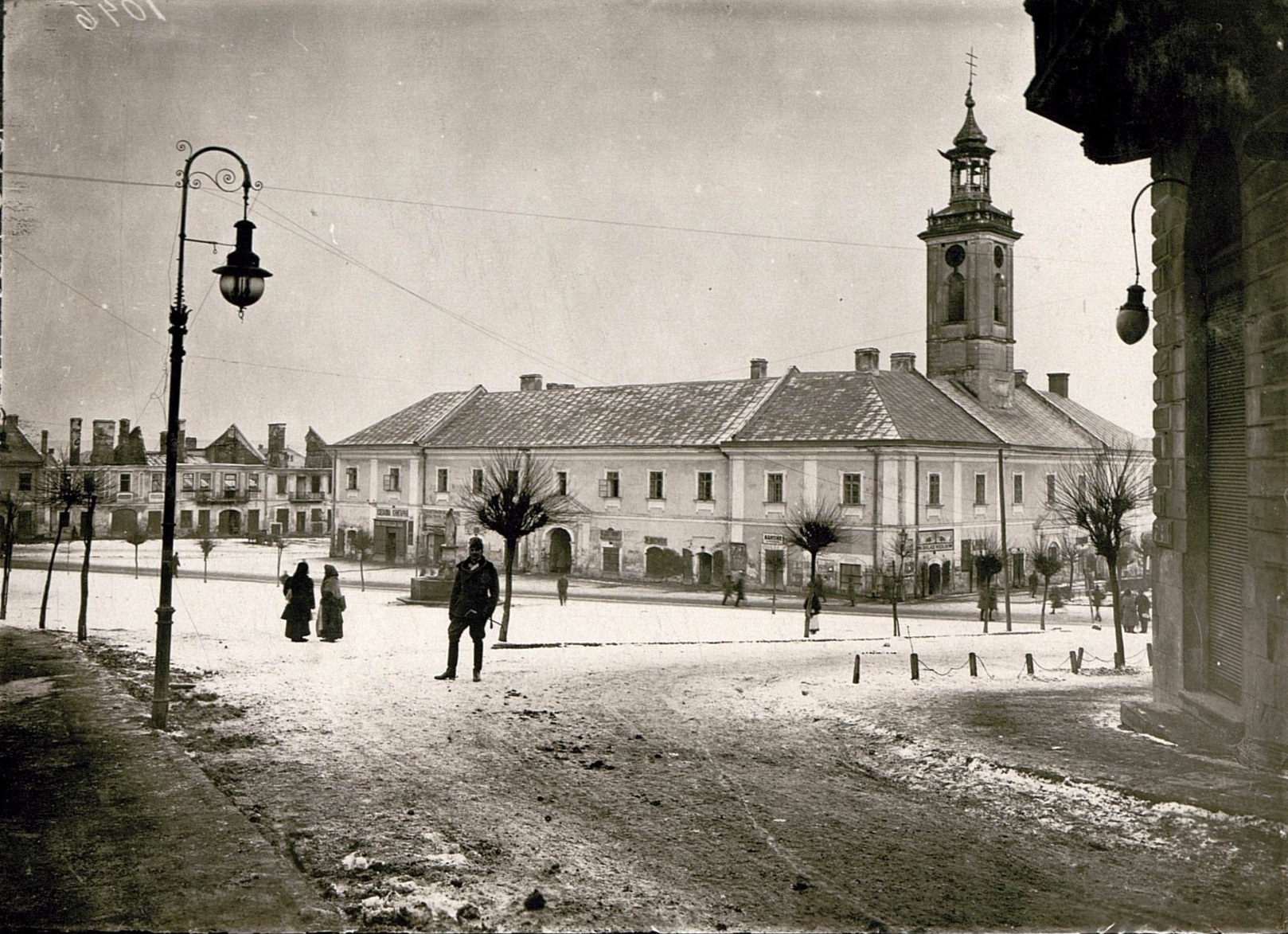
Бережанская ратуша, 1915 год

Построена в 1811 году в центре площади, на месте древней ратуши, в стиле раннего классицизма. Когда-то на первом этаже были размещены различные магазины, а на втором — гимназия. Памятник целом отражает стиль провинциального градостроительства периода раннего классицизма. Здание кирпичное, прямоугольное в плане, с внутренним двориком, двухэтажное, с двухъярусной башней над центральной частью южного фасада. На башне вмонтирован механические часы с четырьмя циферблатами. Завершает башню сигнатурка. Четыре входа здания расположены по центральным осям четырёх фасадов. Входы оформлены порталами в виде глухих двухколонных портиков с лепными гербами в тимпанах.
В помещениях ратуши размещены четыре музея: Бережанский районный краеведческий музей, Литературно-мемориальный музей Богдана Лепкого, Музей преследуемой Церкви и Бережанский музей книги.
В 2021 году ратуша попала в список более сотни памятников культуры, которые предстояло реставрировать по президентской программе «Большая реставрация». Подрядчики провели гидроизоляцию фундаментов, установили колодцы, заново перекрыли часовую башню с заменой поврежденных деревянных элементов, перекрыли часть крыши.